# Yonghesuchus
Yonghesuchus is een geslacht van uitgestorven archosauriërs uit het Laat-Trias. Overblijfselen zijn gevonden in de Tongchuan-formatie in Shanxi uit het vroege Laat-Trias van China. Het is vernoemd naar Yonghe County, de provincie waar fossielen werden gevonden. Momenteel is er slechts de enige soort Yonghesuchus sangbiensis bekend. De soortnaam verwijst naar Sangbi Creek, aangezien fossielen werden gevonden op een van de oevers.

## Beschrijving
Yonghesuchus is bekend van twee schedels, één met een aangehechte onderkaak (het holotype) en één verbonden met een reeks halswervels. De holotype-schedel, bekend als IVPP V 12378, is tijdens de fossilisatie vervormd door compressie, zodat deze verticaal is afgeplat. De paratype-schedel, bekend als IVPP V 12379, heeft ook schade opgelopen als gevolg van zijn fossilisering.
De premaxilla, het bot aan de voorkant van de snuit, steekt voorbij de voortanden en vormt een kleine puntige punt aan het einde van de snuit. Achter de premaxilla bevindt zich het bovenkaaksbeen, die een kleine uitholling bevat die deel uitmaakt van de fossa antorbitalis. Deze verlaging onderscheidt Yonghesuchus van verwante archosauriformen als Turfanosuchus. Net als bij andere archosauriformen zoals Turfanosuchus en Euparkeria, is het verhemelte bedekt met zeer kleine tanden die denticula worden genoemd. Achter het verhemelte is het basisfenoïde (het bot dat de bodem van de hersenpan vormt) lang en versmalt naar voren toe. Dit is een ander onderscheidend kenmerk van Yonghesuchus, aangezien andere vroege archosauriformen kortere en bredere basisfenoïden hebben. Bovendien bevindt de ingang van de interne halsslagader, die door een foramen in het basisfenoïde loopt om de hersenen van bloed te voorzien, zich in een andere positie dan bij verwante geslachten, meer op de toestand bij Dorosuchus (een euparkeriide) en meer afgeleide archosauriformen.
In de onderkaak heeft het dentarium twee uitsteeksels aan het achterste uiteinde waar het verbonden is aan de achterste onderkaak, waarbij de hogere duidelijk langer is dan de onderste. De hoge projectie omvat een groot deel van de bovenrand van de fenestra mandibularis, een opening in de zijkant van de kaak. Dit zijvenster is langer en smaller dan die van verwante archosauriformen zoals Turfanosuchus, Euparkeria en Ornithosuchus. Aan de achterkant van de kaak bevindt zich het retro-articulaire uitsteeksel, dat zich vanaf het kaakgewricht naar achteren uitstrekt en diende om de muil te openen. Op het bovenvlak van dit uitsteeksel bevindt zich op het articulare een prominente richel die niet wordt gezien bij andere archosauriformen. Er is een vleugelachtige projectie op het mediale of binnenoppervlak van het kaakgewricht dat het mediale uitsteeksel wordt genoemd. Dit uitsteeksel wordt ook gezien in sphenosuchide crocodylomorfen en rauisuchiërs.
Yonghesuchus heeft, net als Turfanosuchus, kleine, samengedrukte, teruggebogen premaxillaire tanden aan de voorkant van de bovenkaak. De maxillaire tanden zijn groter, meer samengedrukt en gekarteld. De grootste hiervan zijn de vierde en vijfde maxillaire tanden (de negende en tiende tand vanaf de punt van de kaak). Tanden erachter worden steeds kleiner en eindigen onder de oogkas.
De halswervels, die alleen bekend zijn van het paratype, zijn amficoel, wat betekent dat ze aan beide uiteinden hol zijn. Deze wervels dragen kleine ribben die vergelijkbaar zijn met andere Archosauriformes, waaronder crocodyliformen.

## Classificatie
Yonghesuchus werd niet beschouwd als een archosauriër uit de kroongroep, maar eerder als een nauw verwante geavanceerde archosauriform. Een kenmerk dat het van Archosauria uitsloot, waren zijn palatale tanden, die bij geen enkele archosauriër worden gevonden (maar waarvan bekend is dat ze in andere clades variëren). Yonghesuchus werd beschouwd als nauwer verwant aan archosauriërs dan de verwante familie Proterochampsidae op basis van de positie van het foramen voor de halsslagader op het basisfenoïde, dat bij Yonghesuchus vermoedelijk de vorm bij archosauriërs benaderde. De positie van het foramen is ook een aanwijzing dat Yonghesuchus nauwer verwant is aan archosauriërs dan Turfanosuchus, die een foramen heeft in een positie die plesiomorf is bij Archosauriformes en vergelijkbaar is met proterochampsiden.
Xu et al. (2001), de eersten die Yonghesuchus beschreven, suggereerden dat van de niet-archosaurische Archosauriformes, Yonghesuchus het nauwst aan de archosauriërs verwant was, gevolgd door de Proterochampsidae, Turfanosuchus en Euparkeria. Xu et al. ondersteunden deze bewering met de geologische ouderdom van deze taxa, die een reeks vormen die in tijd loopt van Yonghesuchus (vroeg Laat-Trias) tot Euparkeria (laat Vroeg-Trias). Een latere fylogenetische analyse van basale archosauriformen door Dilkes en Sues (2009) plaatste de proterochampsiden in een meer basale positie dan Turfanosuchus en Yonghesuchus, die werden beschouwd als opeenvolgende zustertaxa van Archosauria.
In de meest recente analyses is Yonghesuchus teruggevonden als in een goed ondersteunde clade, de Gracilisuchidae binnen de Pseudosuchia, samen met Gracilisuchus en Turfanosuchus.